# Międzynarodowy Festiwal Filmowy Transilvania
Międzynarodowy Festiwal Filmowy Transilvania (TIFF) (rum. Festivalul Internațional de Film Transilvania) – pierwszy międzynarodowy festiwal branży filmowej organizowany przez Rumuńskie Stowarzyszenie Promocji Filmów (Asociația pentru Promovarea Filmului Românesc - APFR). 

## Historia
TIFF pierwszy raz odbył się w 2002 roku, w mieście Kluż-Napoka historycznej stolicy Transylwanii. Szybko stał się najważniejszym wydarzeniem związanym z filmem w Rumunii i jedną z najbardziej spektakularnych corocznych imprez w regionie. Jest członkiem Sojuszu Festiwali Filmowych Europy Środkowo-Wschodniej (CENTEAST) i jest wspierany przez Creative Europe - MEDIA Programme. W 2011 Transilvania IFF został akredytowany przez FIAPF, co stawia go w gronie najważniejszych festiwali na świecie.
Głównym celem Transilvania IFF jest promocja sztuki filmowej poprzez zaprezentowanie najbardziej innowacyjnych i spektakularnych filmów, które charakteryzują się zarówno oryginalnością, jak i niezależnością wypowiedzi oraz odzwierciedlają niezwykłe formy filmowe lub koncentrują się na aktualnych trendach w kulturze młodzieżowej.
W festiwalu wzięło udział wiele ważnych osobistości kina europejskiego i światowego, m.in.: Sophia Loren, Nastassja Kinski, Jiří Menzel, Debra Winger, Claude Lelouch, Geraldine Chaplin, Wim Wenders, Marin Karmitz, Jacqueline Bisset, Michael York, Catherine Deneuve, Claudia Cardinale, Annie Girardot, Udo Kier, Vanessa Redgrave, Nicolas Roeg i Franco Nero.
TIFF organizuje serię kursów mistrzowskich, składających się z ekspertów w dziedzinie rozwoju publiczności, pisania scenariuszy, reżyserów filmowych, dokumentalistów i osobistości. Organizuje pokazy zamknięte dla przedstawicieli branży i pokazy specjalne najnowszych filmów rumuńskich z udziałem ich twórców.

## Przyznawane nagrody
- Transilvania Trophy
- Best Director
- Special Jury Award
- Best Performance Award
- FIPRESCI Award
- Audience Award
- Excellence Award
- Lifetime Achievement Award
- Best "Shadows" Short
- Romanian Days Award: Feature Film
- Romanian Days Award: Short Film
- Romanian Days Award: Best Debut

## Zdobywcy nagrody głównej "Transilvania Trophy"
| Rok  | Tytuł filmu                                                                        | Reżyseria                                         | Kraj pochodzenia   |
| ---- | ---------------------------------------------------------------------------------- | ------------------------------------------------- | ------------------ |
| 2002 | Zachód (Occident)                                                                  | Cristian Mungiu                                   | Rumunia            |
| 2003 | Nói albinói                                                                        | Dagur Kári                                        | Islandia           |
| 2004 | Santiago (Días de Santiago)                                                        | Josué Méndez                                      | Peru               |
| 2005 | Whisky 4                                                                           | Juan Pablo Rebella i Pablo Stoll Ilja Chrżanowski | Urugwaj · Rosja    |
| 2006 | 12:08 na wschód od Bukaresztu (A fost sau n-a fost?)                               | Corneliu Porumboiu                                | Rumunia            |
| 2007 | Święta rodzina (La sagrada familia)                                                | Sebastián Lelio                                   | Chile              |
| 2008 | Sekretne życie Szekspira i Victora Hugo (Intimidades de Shakespeare y Víctor Hugo) | Yulene Olaizola                                   | Meksyk             |
| 2009 | Białe szaleństwo (Nord) Policjant, przymiotnik (Politist, adjectiv)                | Rune Denstad Langlo Corneliu Porumboiu            | Norwegia · Rumunia |
| 2010 | Zwyczajna historia (เจ้านกกระจอก / Jao nok krajok)                                  | Anocha Suwichakornpong                            | Tajlandia          |
| 2011 | Bez powrotu (Sin retorno)                                                          | Miguel Cohan                                      | Argentyna          |
| 2012 | Oslo, 31 sierpnia (Oslo, 31. august)                                               | Joachim Trier                                     | Norwegia           |
| 2013 | Okręt Tezeusza (शिप ऑफ थीसियस / Ship of Theseus)                                      | Anand Gandhi                                      | Indie              |
| 2014 | Sztokholm (Stockholm)                                                              | Rodrigo Sorogoyen                                 | Hiszpania          |
| 2015 | Pożar (El incendio)                                                                | Juan Schnitman                                    | Argentyna          |
| 2016 | Psy (Câini)                                                                        | Bogdan Mirică                                     | Rumunia            |
| 2017 | Moja szczęśliwa rodzina (ჩემი ბედნიერი ოჯახი / Chemi bednieri ojakhi)              | Nana Ekvtimishvili i Simon Gross                  | Gruzja             |
| 2018 | Dziedziczki (Las herederas)                                                        | Marcelo Martinessi                                | Paragwaj           |
| 2019 | Monos                                                                              | Alejandro Landes                                  | Kolumbia           |
| 2020 | Babyteeth                                                                          | Shannon Murphy                                    | Australia          |
| 2021 | Wielorybnik (Китобой / Kitoboj)                                                    | Filipp Jurjew                                     | Rosja              |
| 2022 | Utama, nasz dom (Utama)                                                            | Alejandro Loayza Grisi                            | Boliwia            |
| 2023 | Jak ryba na księżycu (بالای آسمان زیر آب / Balaye aseman zire ab)                  | Dornaz Hajiha                                     | Iran               |